# Gaius Cestius Gallus
Gaius Cestius Gallus, také jen Cestius Gallus (* 1. století, Sýrie, † 67 n. l., Antiochie) byl římský politik, guvernér a vojevůdce v Sýrii na počátku první židovské války.  

## Biografie
Jako voják a římský konzul byl od roku 63 nebo 65 našeho letopočtu jmenován legátem v římské provincii Sýrie, nástupcem slavného generála  Corbulona.
V roce 66 se svým vojskem vpochodoval do Judey, aby obnovil klid na začátku první židovské války. Podařilo se mu dobýt Bejt-Še'arim „nové město“, zvané Bezetha, v údolí Jezreel, v té době sídlo Sanhedrinu, ale nepodařilo se mu dobýt Jeruzalémský chrám.
Při svém ústupu byl u Bejt-Choronu poražen vojskem Eleazara ben Šimona; ztratil téměř všechny své legie, zhruba 5300 legionářů a 480 jezdců . Za cenu obětování většiny armády i jejího vybavení se mu podařilo uprchnout do Antiochie.
Krátce po svém návratu zemřel, pravděpodobně v předjaří roku 67 a jeho nástupcem byl jmenován Licinius Mucianus.
Císař Nero pak pověřil potlačením židovského povstání budoucího císaře Vespasiana.

### Prameny
- Tacitus, Dějiny, X., 13
- Suetonius, Životopisy dvanácti císařů, Praha 1999, kapitola Vespasianus, 4
- Flavius Josephus, Židovská válka, II, 14-20